# Blanche Aubry

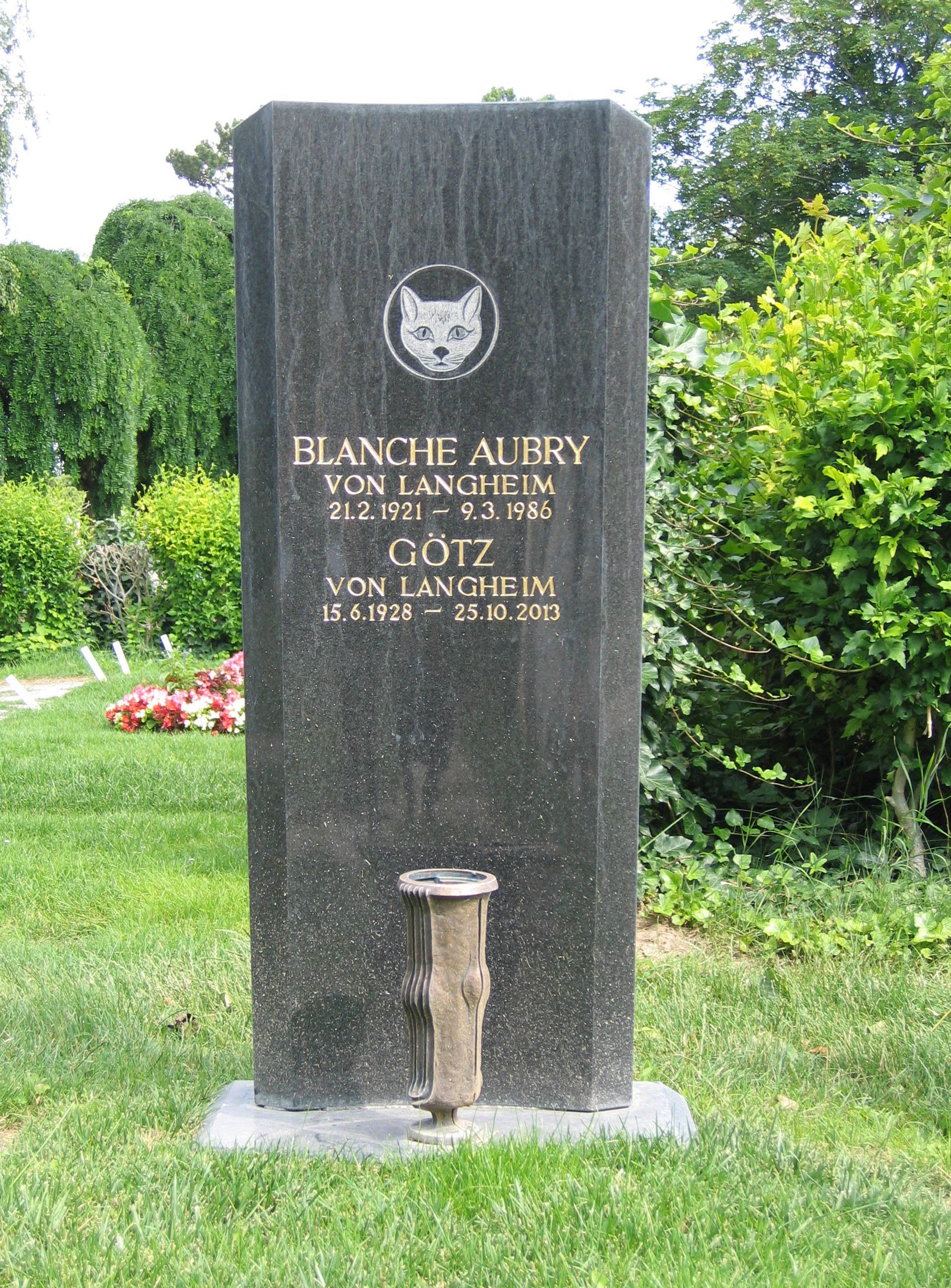
Ehrenhalber gewidmetes Grab der Schauspielerin Blanche Aubry und ihres Gatten, des Schauspielers und Tierschützers Götz Langheim

Blanche Aubry (* 21. Februar 1921 in Les Breuleux; † 9. März 1986 in Wien) war eine Schweizer Schauspielerin.
Die Tochter des Uhrenmechanikers Abel Pierre Louis wurde in Basel zur Schauspielerin ausgebildet und war am dortigen Stadttheater ab 1939 als Tänzerin und 1941 bis 1945 als Sängerin und Schauspielerin engagiert.
Danach folgten Auftritte am Theater am Central Zürich und in Programmen der Kabarette Cabaret Fédéral und Cabaret Cornichon sowie an der Komödie Basel. Dort lernte sie den Mitbegründer der Komödie Basel kennen, den Schauspieler Leopold Biberti, der ihr Lebensgefährte und häufiger Bühnenpartner wurde.

## Theater in Wien
Sie wechselte dann nach Wien, wo sie zunächst am Theater in der Josefstadt tätig war und schließlich von 1959 bis 1986 zum Ensemble des Burgtheaters gehörte. Hier gab sie ihr Debüt in Fritz Hochwälders Donnerstag und wurde vor allem als Salondame in Konversationsstücken bekannt. Aubry spielte unter anderem in Ionescos Der König stirbt (1964), Max Frischs Triptychon (1980) und in der Uraufführung von Václav Havels Das Berghotel (1981).
Besonders erfolgreich war sie als Musicaldarstellerin, zum Beispiel im April 1963 bei der Erstaufführung von Leonard Bernsteins Musical „Candide“ in deutscher Sprache. In der Rundfunkbearbeitung und Regie von Marcel Prawy mit dem Orchester und Chor von Radio Wien und der musikalischen Leitung von Samuel Krachmalnick las neben Aubry u. a. ihr Burgtheater-Kollege Heinrich Schweiger, sangen Mimi Coertse und Rudolf Christ. 1968 gab sie die Dulcinea in Mitch Leighs Der Mann von La Mancha mit Josef Meinrad und Fritz Muliar, und 1970 den Conférencier in Kander/Ebbs Cabaret.
Bei den Salzburger Festspielen verkörperte sie 1961 die Hexe in Goethes Faust und 1971 Melanie Galattis in Hofmannsthals Der Unbestechliche.
1967 vertonte der Komponist und Pianist Friedrich Gulda einige der Galgenlieder von Christian Morgenstern, die von Blanche Aubry und Georg Kreisler gesungen und von ihm begleitet, auf einer LP veröffentlicht wurden.

## Ehrungen
1968 erhielt sie die Josef-Kainz-Medaille der Stadt Wien und 1979 den Titel einer österreichischen Kammerschauspielerin. 1986 wurde sie Ehrenmitglied des Burgtheaters. Sie übernahm nur wenige Rollen bei Film und Fernsehen.
Sie erhielt ein ehrenhalber gewidmetes Grab auf dem Wiener Zentralfriedhof (Gruppe 40, Nummer 127). Im Jahr 1998 wurde in Wien-Döbling (19. Bezirk) der Blanche-Aubry-Weg nach ihr benannt.
Blanche Aubry war seit 1959 mit dem deutschen Schauspieler Götz von Langheim verheiratet.

## Filmografie
- 1942: Das Gespensterhaus
- 1943: Das Leben beginnt (Matura-Reise)
- 1955: Polizischt Wäckerli
- 1959: Café Odeon
- 1963: Feuerwerk
- 1965: Das Liebeskarussell. 4. Episode: Lolita
- 1965: Der Himbeerpflücker
- 1966: Der Ritter vom Mirakel
- 1970: Der schwarze Graf (Serie)
- 1972: Fritz Muliar Schau (Serie)
- 1974: Perahim – die zweite Chance
- 1974: La dernière carte
- 1981: Geschichten aus dem Wiener Wald
- 1983: Die goldenen Schuhe